# Blonde Redhead
Blonde Redhead er et indie-rockband fra New York, dannet i 1993. De gennemgående medlemmer er Amedeo Pace (guitar, vokal), Kazu Makino (guitar, vokal) og Simone Pace (Trommer).

## Ex-Medlemmer
- Maki Takahashi (Basguitar)
- Toko Yasuda (Enon)
- Vern Rumsey (Unwound)

## Diskografi

### Album
- Blonde Redhead – Smells Like Records, 1995
- La Mia Vita Violenta – Touch and Go Records, 1995
- Fake Can Be Just As Good – Touch and Go Records, 1997
- In an Expression of the Inexpressible – Touch and Go Records, 1998
- Melody of Certain Damaged Lemons – Touch and Go Records, 2000
- Misery Is a Butterfly – Touch and Go Records, 2004
- 23 – Touch and Go Records, 2007
- Penny Sparkle - 2010
- Barragán - 2014

### EP
- Melodie Citronique – 2000
- The Secret Society of Butterflies – 2005
- 3 O'Clock – 2017

### 7"
- Big Song / Amescream – 1993
- Vague / Jet Star – 1994
- 10 Feet High / Valentine – 1995
- Flying Douglas / Harmony – 1995
- Split 7" w/ Sammy – 1995
- Symphony of Treble / Kazuality – 1997
- Slogan / Limited Conversation – 1998
- Elephant Woman – 2004
- Equus – 2004
- 23 – 2007
- Silently – 2007
- Here Sometimes – 2010
- No More Honey – 2014
- Dripping – 2014